# Instituto Panamericano de Geografía e Historia

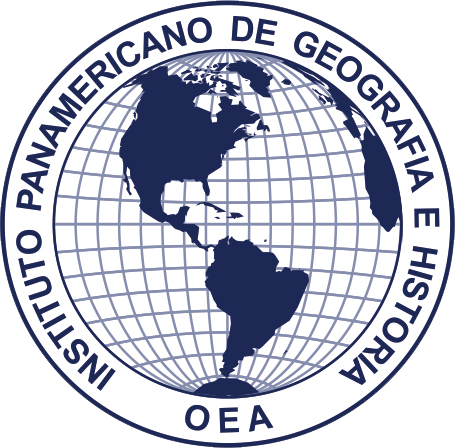
Logo del Instituto Panamericano de Geografía e Historia

El Instituto Panamericano de Geografía e Historia (IPGH) es un Organismo Especializado de la Organización de los Estados Americanos. Fue creado el 7 de febrero de 1928 por resolución aprobada en la Sexta Conferencia Internacional Americana, realizada en La Habana, Cuba. En 1930, el Gobierno de los Estados Unidos Mexicanos construyó para el uso del IPGH, el edificio de la calle Ex Arzobispado número 29, Tacubaya, Ciudad de México.
En 1949, se firmó un convenio entre el Instituto y el Consejo de la Organización de los Estados Americanos y se constituyó en el primer organismo especializado de ella. Sus fines son: (i) fomentar, coordinar y difundir estudios cartográficos, geográficos, históricos y geofísicos, y los relativos a las ciencias afines de interés para América; (ii) promover y realizar estudios, trabajos, capacitaciones y asesorías de las disciplinas anteriormente mencionadas. (iii) promover la cooperación entre los Institutos de sus disciplinas en América y con las organizaciones internacionales afines.
Solamente los países americanos pueden ser miembros del IPGH. Existe también la categoría de Observador Permanente, actualmente se encuentran bajo esta condición: Corea del Sur, España, Francia, Israel y Jamaica.

### Estados miembros
El IPGH actualmente está integrada por 21 Estados miembros:
- Argentina
- Belice
- Bolivia
- Brasil
- Chile
- Colombia
- Costa Rica
- Ecuador
- El Salvador
- Estados Unidos
- Guatemala
- Haití
- Honduras
- México
- Nicaragua
- Panamá
- Paraguay
- Perú
- República Dominicana
- Uruguay
- Venezuela

## Órganos panamericanos del IPGH[2]
- Asamblea General,es el órgano supremo del IPGH, fija las directivas científicas, administrativas y financieras.
- Comisiones, están encargadas de: (i) elaborar y ejecutar los programas científicos y técnico del IPGH aprobados por la Asamblea General o el Consejo Directivo; (ii) promover y coordinar el desarrollo científico y técnico de sus respectivos campos de acción en los países miembros. Actualmente el IPGH está integrado por las Comisiones de Cartografía, Geografía, Historia y Geofísica.
- Reunión de Autoridades es el órgano rector y coordinador de las actividades del IPGH entre las reuniones del Consejo Directivo.
- Secretaría General (Ciudad de México, México), tiene por finalidad realizar los actos administrativos para la buena marcha del IPGH, coordinar las actividades de los demás órganos y prestar la asistencia necesaria para el funcionamiento de los mismos, ejecutar aquellas que se le encomienden y velar por el cumplimiento de los acuerdos adoptados.

Además, en cada país miembro funciona una sección nacional cuyos componentes son nombrados por cada gobierno. Cuentan con su presidente, vicepresidente, miembros nacionales de cartografía, geografía, historia y geofísica.
- Secciones nacionales, órganos establecidos en cada país miembro para cumplir los fines del IPGH.

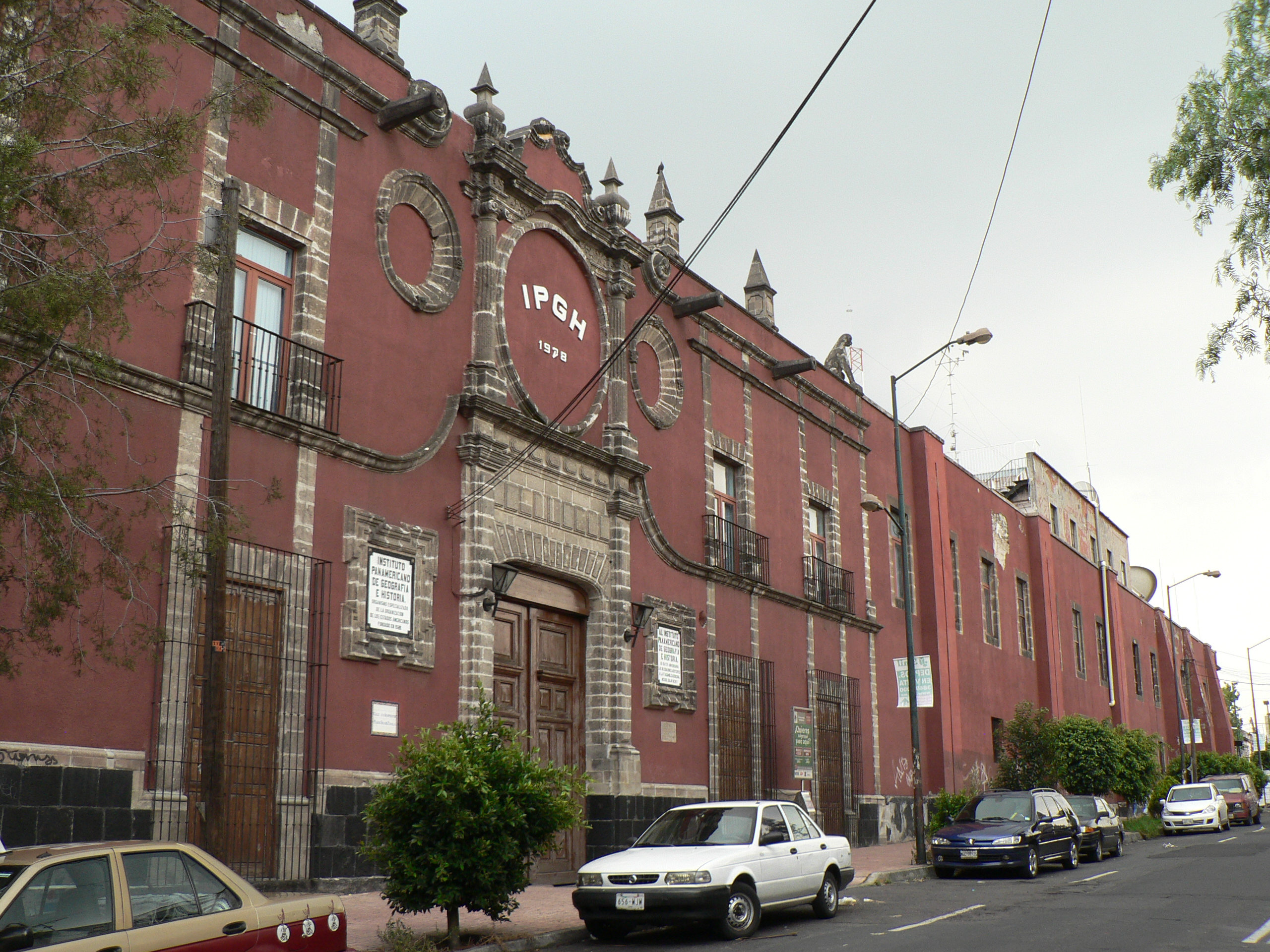
Sede de la Secretaría General del IPGH en la Ciudad de México

## Publicaciones
El IPGH realiza las siguientes publicaciones:
- Revista Cartográfica
- Revista Geográfica
- Revista de Historia de América
- Revista Geofísica
- Antropología Americana
- Revista de Arqueología Americana